# Du mensonge à la violence
Du mensonge à la violence, essais de politique contemporaine est un ouvrage de la philosophe politique allemande Hannah Arendt comprenant quatre essais publiés en 1972, originellement sous le titre Crises of the Republic.

## Résumé

### Du mensonge en politique
Hannah Arendt analyse dans cet essai le scandale des Pentagon Papers et cherche à comprendre, en premier lieu, la façon dont le mensonge s'est créé autour de ce conflit. Elle scrute ensuite les motivations qui amènent les personnes constituant la classe décisionnelle politique à y adhérer.

### La Désobéissance civile
Dans cet essai, la philosophe s'interroge sur les caractéristiques de la désobéissance civile et sur son histoire politique, évoquant ainsi les idées de Platon, Thoreau, Gandhi et Martin Luther King. Elle en conclut la nécessité de la désobéissance dans la vie démocratique.

### Sur la violence
L'autrice analyse ici une histoire de la philosophie de la violence, faisant notamment référence aux philosophes Georges Sorel et Frantz Fanon. Celle-ci rend de plus compte du fait que la violence correspond au déclin du pouvoir sans jamais en être l'origine.

### Politique et Révolution
Cet essai cherche à analyser les systèmes politiques occidentaux pour comprendre leurs fragilité et les raisons de leurs échecs. Elle cherche ici à déterminer un système idéal.